# Mutaz Essa Barshim
Mutaz Essa Barshim (Doha, 24 de junio de 1991) es un atleta catarí que compite en salto de altura. En su carrera deportiva ostenta títulos absolutos en campeonatos mundiales al aire libre y en pista cubierta, medallas de oro, plata y bronce en Juegos Olímpicos, y un título mundial en categoría júnior. Su mejor marca personal es de 2,43 m, lo que constituye la segunda mejor marca mundial de todos los tiempos. En 2017 la Asociación Internacional de Federaciones de Atletismo (IAAF) le reconoció como el «Atleta masculino del año».

## Trayectoria
Mutaz nació en la ciudad de Doha, en una familia dedicada a la práctica del deporte. Su padre es un instructor de atletismo, quien en su juventud corrió en pruebas de marcha atlética, medio fondo y larga distancia. Tiene cuatro hermanos y una hermana. Precisamente, él acompañaba a su padre cuando este realizaba su trabajo en un club local, por lo que se familiarizó con la competencia atlética. Primero se dedicó a los saltos horizontales, pero a los quince años se decidió por el salto de altura.
Logró graduarse de la prestigiosa Sports Academy de Catar, y ya en el mes de febrero de 2010 se presentaba a un evento internacional en Gotemburgo en pista cubierta, donde logró un registro de 2,25 m, nuevo récord nacional. Poco después fue parte del equipo nacional catarí que participó en el Campeonato Mundial de Atletismo en Pista Cubierta en su propio país, y quedó en la posición 14.ª en la fase de clasificación con un salto de 2,23 m.

### Primeros triunfos
Para el mes de julio del mismo año, asistió al 14º evento internacional asiático de atletismo en categoría junior en Hanoi, Vietnam, y se adjudicó el primer puesto con una marca nacional al aire libre y de la competencia de 2,31 m, por lo que se consideró como una promesa del deporte. Esto lo confirmó días después cuando se presentó al Campeonato Mundial Junior de Atletismo que tuvo lugar en Moncton, Canadá, al ganar la medalla dorada con un registro de 2,30 m; también en los Juegos Asiáticos de Guangzhou debutó con la medalla de oro gracias a una marca de 2,27 m.
Para el año 2011, ganó su primer título en el Campeonato Asiático de Atletismo que se desarrolló en Kobe, Japón, donde obtuvo una marca 2,35 m. El triunfo le sirvió como antecedente para su debut en el campeonato mundial de Daegu, en el que pudo llegar a la ronda final y posicionarse séptimo con una marca de 2,32 m. Además tomó parte por primera vez en la Liga de Diamante en la que acumuló dos puntos.
La siguiente temporada la inició con una notable marca de 2,37 m en Hangzhou, China, durante el campeonato asiático de atletismo en pista cubierta. Con este resultado asistió a su segundo campeonato absoluto en pista cubierta, que tuvo lugar en Estambul. Allí pudo llegar a la final, pero se ubicó en el noveno puesto con un registro de 2,28 m.

### Primera medalla olímpica

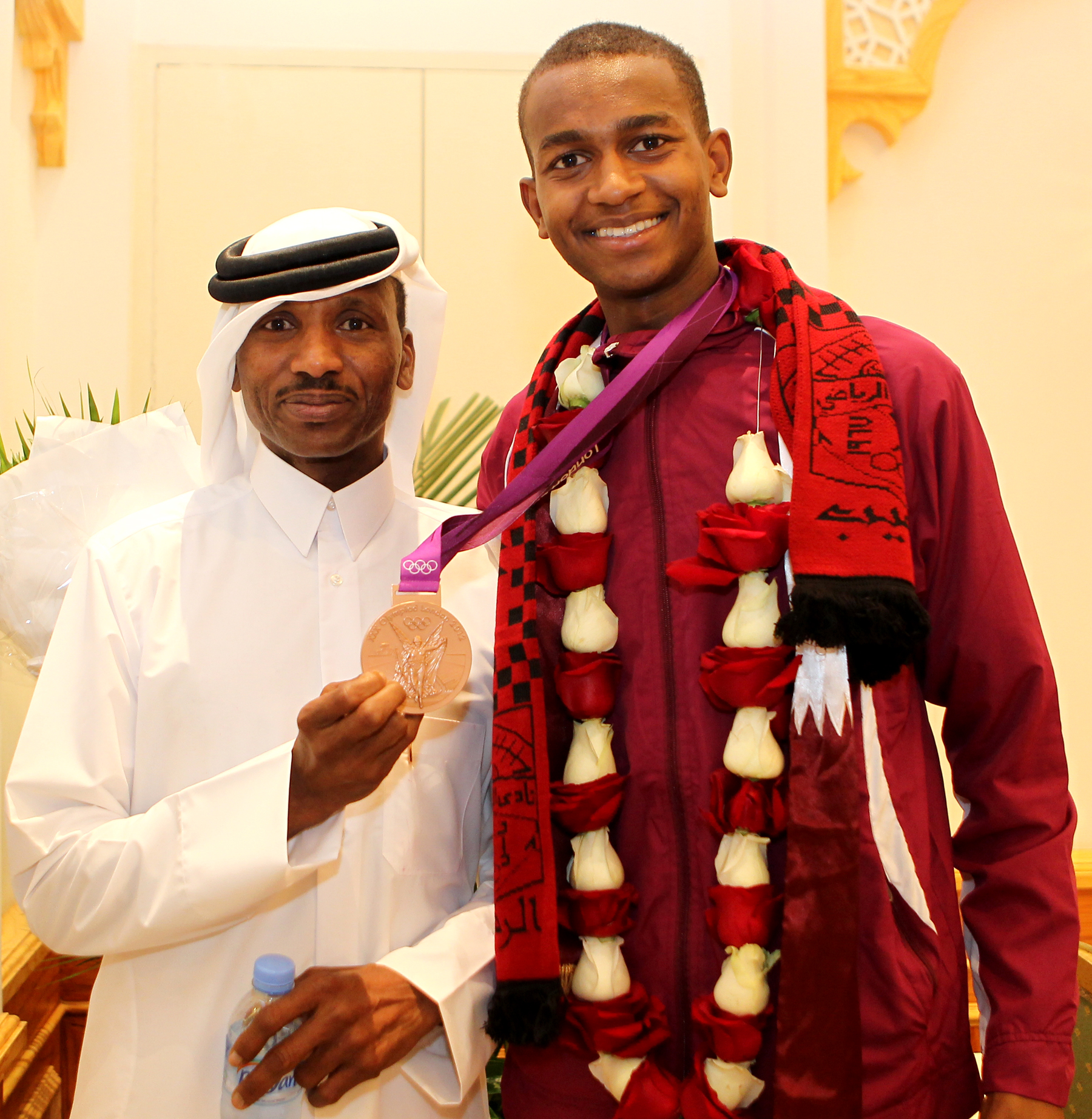
Mutaz posando con la medalla de bronce olímpica junto a su padre.

Los Juegos Olímpicos de Londres 2012, fueron el siguiente importante reto para Barshim. En ese magno evento debutó con la clasificación a la final en la ronda preliminar con un salto de 2,26 m. Siendo el más joven de los competidores en la disputa por las medallas con sus veintiún años, no era una candidato al podio; pero su salto de 2,29 m bastó para lograr la medalla de bronce compartida con Robert Grabarz y Derek Drouin. Cabe agregar que compitió en los Juegos con una lesión en su columna, por lo que dicho resultado le supo a victoria. De esta manera, el joven atleta adjudicó la segunda medalla del atletismo olímpico a su país, desde que Mohamed Suleiman había conquistado una presea de bronce en Barcelona 1992.
Sin embargo, días después en la penúltima jornada de la Liga de Diamante en Lausana, Suiza, Barshim logró una nueva marca personal de 2,39 m que empató el mejor registro del año de Iván Újov y superó por un centímetro la marca ganadora olímpica de este mismo atleta. Dicho salto superó además el récord de la competencia del cubano Javier Sotomayor, lograda en 1994.

### Barshim marca 2,40 m
El 2013 inició en gran forma para Barshim, ya que igualó su mejor marca en pista cubierta de 2,37 m en la reunión de Moscú en el mes de febrero. Posteriormente, en la Liga de Diamante obtuvo un segundo puesto en Doha (2,30 m), y un primer puesto en Shanghái (2,33 m), y el 1 de junio volvió a triunfar en ciudad de Eugene en los Estados Unidos, en el torneo Prefontaine Classic con una histórica marca personal de 2,40 m que le ubicó como el octavo atleta que ha igualado o superado dicha marca, que además no había sido conquistada en trece años. Ese mismo año, en la ciudad de Moscú, debutó en su primer campeonato mundial y logró adjudicarse el segundo puesto con una marca de 2,38 m.

### Temporada 2014

#### Marca de 2,41 m

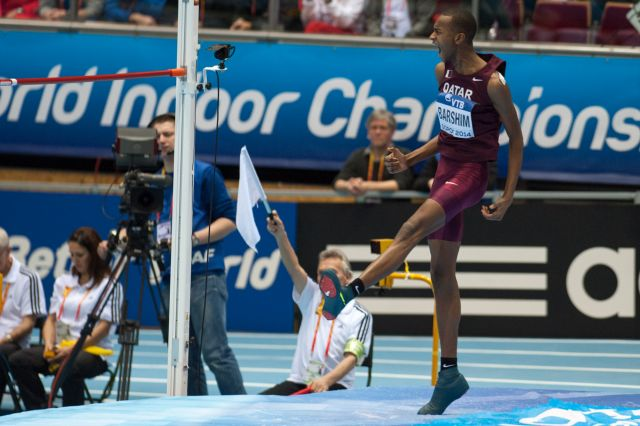
Mutaz Essa Barshim en Sopot (Polonia).

El catarí inició la temporada del 2014 con su primer triunfo relevante a nivel internacional, al lograr la medalla dorada del campeonato mundial en pista cubierta realizado en la ciudad de Sopot, Polonia, con un registro de 2,38 m, la misma marca del ruso Iván Újov, a quien aventajó por haberla superado en un intento. Posteriormente, en la ciudad de Roma, durante la cuarta fecha de la Liga de Diamante, mejoró su propia marca personal con 2,41 m, llevándose la victoria de dicha reunión y de la que se mostró muy exultante al aseverar que deseaba «superar cualquier récord posible».

#### Marca de 2,42 m
El 14 de junio del mismo año, en Nueva York, Barshim consiguió la marca de 2,42 m, aunque no superó en el liderato a Bodhan Bondarenko con la misma marca, en un épico final en el que los dos intentaron sobrepasar el 2,46 m. Se considera el mejor registro desde el logrado por Javier Sotomayor el 5 de junio de 1994 en Sevilla, quien también rebasó los 2,42 m en esa oportunidad. Por otra parte, y debido a la rivalidad con Bondarenko y el ruso Újov, el mismo Barshim, como lo aseveraban además los entendidos en la historia del atletismo, admitió que el salto de altura pasaba por su «edad de oro».

#### Marca de 2,43 m
Barshim compitió en Bruselas por la última jornada de la Liga de Diamante del mismo 2014 —de la que fue uno de los triunfadores— con otra cerrada disputa con Bondarenko, que le llevó a superar los 2,43 m por lo que se ubicó a dos centímetros de la marca de Javier Sotomayor de 2,45 m, siendo el único que le escolta en la historia de los récords mundiales de la prueba, quedando de intermedio el registro de 2,44 m del mismo Sotomayor. De hecho, Bondarenko buscó superar  la marca mundial con 2,46 m y de paso ganar la competencia al catarí, pero no lo logró en dos intentos fallidos, mientras que Barshim lo intentó por tres ocasiones. Con la motivación por este nuevo hito de su carrera, expresó que se sentía el «príncipe» de la prueba, y que estaba en el «camino correcto para convertirse en el rey». Sin embargo, en la copa continental rebajó su marca a 2,34 m que le posicionó en el tercer puesto del evento. Cerró la temporada con su segunda medalla dorada en los Juegos Asiáticos de Incheon con un salto de 2,35 m.

### El campeonato mundial de Pekín
Pese a un inicio prometedor en la Liga de Diamante 2015, con victorias en Shanghái (2,38 m) y Eugene (2,41 m), Barshim cayó al tercer puesto en Oslo (2,33 m) al que siguieron un quinto lugar en París (2,29 m) y un tercer puesto en Londres con 2,28 m, por lo que eran marcas inferiores a los 2,31 m que había conseguido en 2010. Para el 30 de julio saltó 2,29 m para un segundo lugar en Estocolmo. La prueba, de hecho, se había vuelto más competitiva con  el surgimiento de nuevas figuras como  Zhang Gouwei, Erik Kynard y Gianmarco Tamberi; por lo que el campeonato mundial de Pekín de este año se preveía con resultados difíciles de acertar.
De hecho, la final terminó en un desempate entre tres saltadores, siendo Barshim descartado del grupo por un fallo, lo que le dejó fuera del podio con un registro de 2,33 m; aunque el ganador, el canadiense Derek Drouin, alcanzó 2,34 m. Desalentado, expresó haber cometido algunos errores, y prometió revisar su técnica junto a su entrenador. Sin embargo, para la última reunión de la Liga de Diamante en Zúrich, alcanzó los 2,32 m que le valió su segundo triunfo absoluto en la competencia.

### Los Juegos Olímpicos de Río de Janeiro
El 2016, Mutaz abrió la temporada con triunfos en pista cubierta en Malmö (2,34 m) y también en el campeonato asiático de Doha (2,35 m). Sin embargo, en el mes de mayo al competir en la Liga de Diamante en la misma ciudad de Doha, apenas marcó 2,26 m para acabar en la séptima posición. En Roma, el 2 de junio, mejoró apenas un centímetro (2,27 m) para ubicarse sexto. Tres días después, en Birmingham, la situación dio un giro a su favor al atrapar el primer puesto con un salto de 2,37 m con 2 cm de ventaja sobre el estadounidense Erik Kynard (2,35 m). El ascenso en el estado de forma del catarí se ratificó en la reunión de Opole, Polonia, al saltar 2,40 m y donde incluso trató de igualar la marca mundial de 2,45 m en dos ocasiones, sin éxito.
Sin embargo, el 15 de julio, en Mónaco, saltó 2,31 m para quedar cuarto. Con estos resultados dispares se presentó a sus segundos Juegos Olímpicos que tuvieron lugar en Río de Janeiro en una competición sin un claro favorito para la medalla de oro. Con el propósito de mejorar su resultado en Londres 2012, Barshim superó sus rondas en el primer salto hasta los 2,36 m, pero tres intentos fallidos para rebasar los 2,38 m  le adjudicaron la medalla de plata con el canadiense Drouin en primer puesto al haber logrado 2,38 m. Pese a todo Barshim se convirtió en el catarí con mejor resultado en la historia de los Juegos con ese segundo puesto.

### Primer título mundial

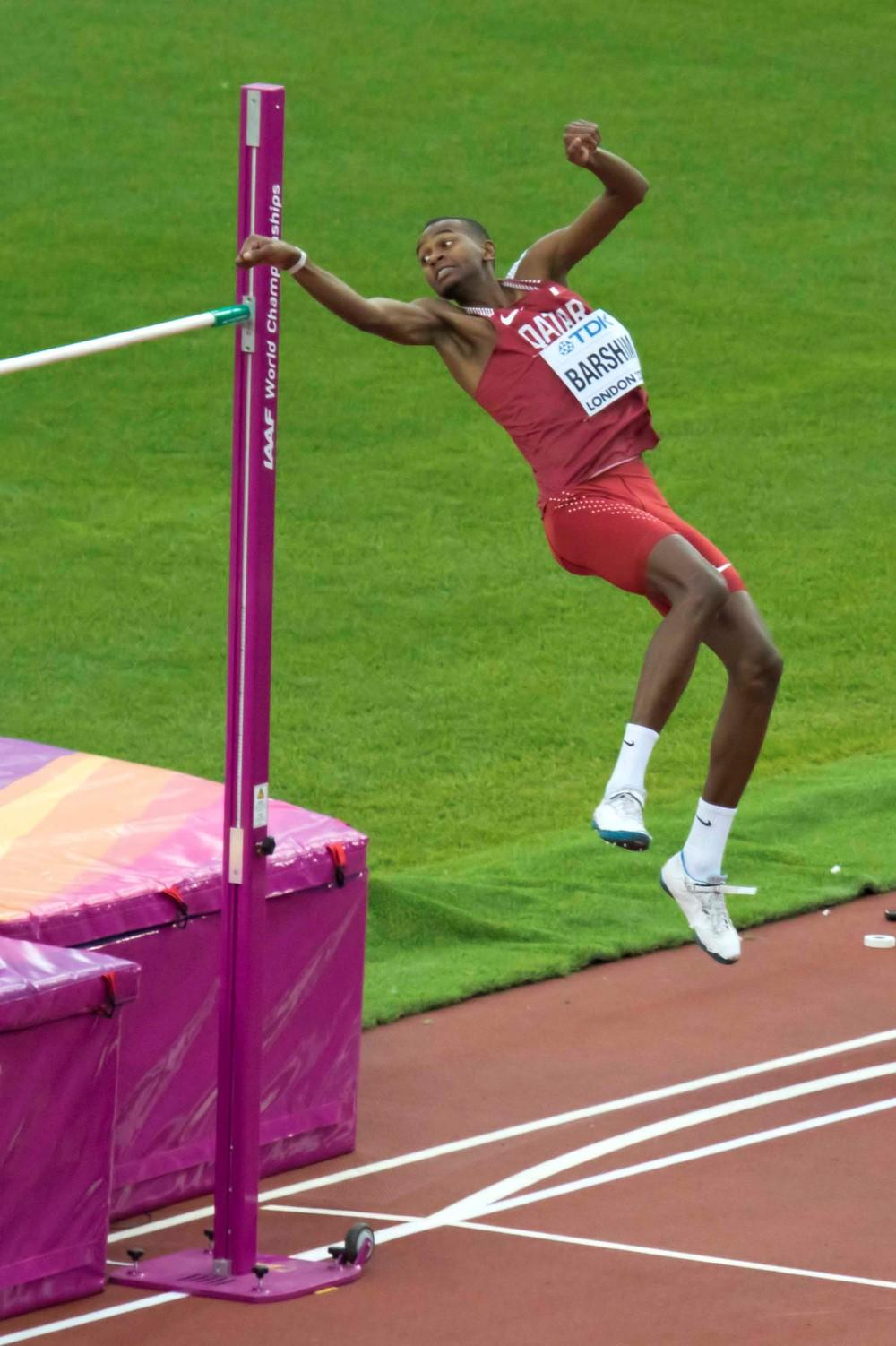
Barshim durante el campeonato mundial de 2017.

Barshim mantuvo el dominio de la prueba en el 2017, siendo el único atleta capaz de saltar por encima de 2,36 m. Abrió su temporada en abril en Yeda donde saltó 2,35 m para el primer puesto. En mayo su mejor salto lo logró en Doha con 2,36 m; en junio alcanzó los 2,37 m y 2,38 m en Opole y Oslo respectivamente; y en julio se adjudicó otro primer puesto en París con 2,35 m.
Tras estos resultados el catarí era considerado como favorito para obtener, por primera vez en su carrera, el título de campeón mundial. El evento se desarrolló en Londres donde Barshim llegó a la final en la que encontró poca rivalidad: solventó en su primer intento las marcas establecidas hasta alcanzar la altura de 2,35 m que le proclamó como el campeón del mundo.
Una semana después mejoró la mejor marca del año al saltar 2,40 m en el mitin de Birmingham. Este salto le convirtió en el primer atleta de la historia que supera esa altura en cinco años consecutivos. El 24 de agosto participó en la final de la Liga de Diamante en Zúrich donde conquistó su tercer «trofeo de Diamante» con un salto de 2,36 m. Tres días después asistió a Eberstadt, Alemania, donde volvió a saltar los 2,40 m. 
Como colofón a su destacada temporada, la IAAF le otorgó el reconocimiento de «Atleta masculino del año» en la Gala del Atletismo Mundial celebrada en Mónaco el 24 de noviembre.

### Temporada 2018
En febrero de 2018, Barshim se adjudicó el primer puesto del campeonato asiático en pista cubierta de Teherán, con una marca de 2,38 m. Con este antecedente se presentó a su tercera asistencia a un campeonato mundial en pista cubierta, celebrado en Birmingham, en el que se llevó la medalla de plata con un salto de 2,33 m habiendo sido el ganador Danil Lysenko (2,36 m). En esta edición los atletas masculinos y femeninos compitieron al mismo tiempo.
Posteriormente se llevó los primeros puestos en las reuniones de Doha (2,40 m), Eugene (2,36 m) y Oslo (2,36 m) por la Liga de Diamante. También venció en Ostrava, el 13 de junio, con un salto de 2,38 m. El 2 de julio, en la reunión de Székesfehérvár en Hungría, volvió a saltar los 2,40 m, tras lo cual intentó superar el récord mundial con una altura de 2,46 m, sin éxito. Días después de dicha competición se informó que sufría de una lesión en el tobillo derecho que le dejó fuera para el resto de la temporada.

### Segundo título mundial
La recuperación de Barshim se prolongó hasta los primeros cinco meses del año 2019, por lo que se perdió el campeonato asiático en su propio país. Fue en el mes de junio que tomó parte de un torneo en la ciudad de Sopot donde logró saltar 2,27 m. Superado ese incierto inicio, compitió en Londres por la Liga de Diamante con la misma marca, que le adjudicó el segundo puesto. Parte de sus declaraciones posteriores fueron: 

Extrañaba competir. Extrañaba las noches en las que tenía que prepararme mentalmente, pisar la pista y escuchar mi nombre del público. Extrañaba la disputa, el espectáculo, el vuelo sobre la barra y por supuesto mi propia ejecución.

En agosto fue parte de la final de la Liga de Diamante en Bruselas, en la que saltó 2,20 m para el décimo puesto. Su objetivo principal, sin embargo, era el campeonato mundial a desarrollarse en Doha, frente a sus compatriotas, donde, pese a las escasos torneos de los que había tomado parte en la temporada, tenía posibilidades de triunfo porque las mejores marcas del año no daban un claro favorito. A la hora del concurso logró clasificar a la final con un salto de 2,29 m, su mejor marca personal de temporada. Ya en la disputa por las medallas saltó los 2,33 m, marca que estuvo a punto de no superar al tercer intento, lo que hubiera significado quedar fuera del podio. En medio del apoyo incondicional del público entusiasmado superó los 2,35 m en el primer turno, como lo hicieron Mijaíl Akímenko e Iliá Ivaniuk, pero posteriormente Barshim rebasó los 2,37 m al primer intento —la mejor marca del año—, lo que no lograron los otros saltadores y que le brindó su segundo título mundial consecutivo y con un gusto especial de haberlo logrado frente a los suyos.

### Juegos Olímpicos de Tokio
El 1 de agosto de 2021, en los Juegos Olímpicos de Tokio 2020, ganó la medalla de oro compartida con el atleta italiano Gianmarco Tamberi, con un salto de 2,37 metros. Ambos atletas decidieron compartir la medalla en lugar de hacer un desempate. Este resultado no se daba en el atletismo olímpico desde 1908.

## Palmarés internacional
| Representando a Catar                |                          |                                 |                 |
| Juegos Olímpicos                     |                          |                                 |                 |
| Año                                  | Lugar                    | Medalla                         | Prueba          |
| 2012                                 | Londres (Reino Unido)    | Medalla de bronce               | Salto de altura |
| 2016                                 | Río de Janeiro (Brasil)  | Medalla de plata                | Salto de altura |
| 2020                                 | Tokio (Japón)            | (exaequo con Gianmarco Tamberi) | Salto de altura |
| 2024                                 | París (Francia)          | Medalla de bronce               | Salto de altura |
| Campeonato Mundial                   |                          |                                 |                 |
| Año                                  | Lugar                    | Medalla                         | Prueba          |
| 2013                                 | Moscú (Rusia)            | Medalla de plata                | Salto de altura |
| 2017                                 | Londres (Reino Unido)    | Medalla de oro                  | Salto de altura |
| 2019                                 | Doha (Catar)             | Medalla de oro                  | Salto de altura |
| 2022                                 | Eugene (Estados Unidos)  | Medalla de oro                  | Salto de altura |
| 2023                                 | Budapest (Hungría)       | Medalla de bronce               | Salto de altura |
| Campeonato Mundial en Pista Cubierta |                          |                                 |                 |
| Año                                  | Lugar                    | Medalla                         | Prueba          |
| 2014                                 | Sopot (Polonia)          | Medalla de oro                  | Salto de altura |
| 2018                                 | Birmingham (Reino Unido) | Medalla de plata                | Salto de altura |
| Juegos Asiáticos                     |                          |                                 |                 |
| Año                                  | Lugar                    | Medalla                         | Prueba          |
| 2010                                 | Cantón (China)           | Medalla de oro                  | Salto de altura |
| 2014                                 | Incheon (Corea del Sur)  | Medalla de oro                  | Salto de altura |
| Campeonato Asiático                  |                          |                                 |                 |
| Año                                  | Lugar                    | Medalla                         | Prueba          |
| 2011                                 | Kōbe (Japón)             | Medalla de oro                  | Salto de altura |
| 2015                                 | Wuhan (China)            | Medalla de bronce               | Salto de altura |
| Campeonato Mundial Junior            |                          |                                 |                 |
| Año                                  | Lugar                    | Medalla                         | Prueba          |
| 2010                                 | Moncton (Canadá)         | Medalla de oro                  | Salto de altura |
| Representando a Asia-Pacífico        |                          |                                 |                 |
| Copa Continental                     |                          |                                 |                 |
| Año                                  | Lugar                    | Medalla                         | Prueba          |
| 2014                                 | Marrakech (Marruecos)    | Medalla de bronce               | Salto de altura |

## Marcas personales
| Prueba                        | Marca  | Lugar          | Fecha      |
| ----------------------------- | ------ | -------------- | ---------- |
| S. de altura                  | 2,43 m | Bruselas (BEL) | 05/06/2014 |
| S. de altura (pista cubierta) | 2,41 m | Athlone (IRL)  | 18/02/2015 |